# Tetracentrum caudovittatus
Tetracentrum caudovittatus és una espècie de peix pertanyent a la família dels ambàssids.

## Descripció
- Fa 11 cm de llargària màxima.[3][4]

## Alimentació
És carnívor.

## Hàbitat
És un peix d'aigua dolça, bentopelàgic i de clima tropical (22 °C-26 °C; 8°S-9°S).

## Distribució geogràfica
Es troba al sud-est de Papua Nova Guinea.

## Observacions
És inofensiu per als humans.